# Мбанда, Максим
Мата Максим Эсюит Мбанда (итал. Mata Maxime Esuite Mbanda, родился 10 апреля 1993 года в Риме) — итальянский регбист конголезского происхождения, фланкер клуба «Цебре» (Про14) и сборной Италии. Кавалер ордена «За заслуги перед Итальянской Республикой» (2020).

## Биография

### Клубная карьера
Родился в Риме. Отец — конголезец из ДР Конго, хирург по профессии. Мать — итальянка. С трёх лет проживал в Милане. В возрасте 9 лет занялся регби в составе клуба «Аматори Милано», откуда позже перешёл во взрослый «Гранде Милано», а с 2012 года занимался в Академии федерации регби имени Ивана Франческато. С 2013 года соревновался в Эччеленце (чемпионат Италии или Топ12) за клуб «Кальвизано», в 2014 году получил право выступать за «Цебре» в Про12, дебютировав в 2015 году за команду на правах аренды, а в 2016 году окончательно был выкуплен «зебрами». Дважды стал чемпионом Италии с «Кальвизано».

### Карьера в сборной
В 2013 году в составе сборной Италии до 20 лет Мбанда выступал в Чили на розыгрыше Трофея World Rugby, выиграв этот приз. 18 июня 2016 года в Сан-Хосе дебютировал за основную сборную Италии матчем против США (итальянцы победили 24:20). В 2017 году выступил впервые на Кубке шести наций. В 2019 году был заявлен на чемпионат мира в Японии.

### Пандемия COVID-19
В марте 2020 года в связи с пандемией COVID-19 и объявленным карантином Мбанда записался добровольцем в гуманитарную организацию «Жёлтый крест» (итал. La Croce Gialla), а именно в отделение со штабом в Парме, которое помогало пострадавшим в регионе Эмилия-Романья. Он был волонтёром, работая в качестве водителя скорой помощи, так как медицинского образования не имел. 3 июня 2020 года Мбанда вошёл в число 75 человек, которых президент Серджо Маттарелла назвал «первой группой граждан разного рода деятельности, профессий и происхождения, которые отличились на службе обществу во время чрезвычайной ситуации с коронавирусом». Все они были награждены орденами «За заслуги перед Итальянской Республикой».

## Достижения

### Игровые
- Чемпион Италии: 2013/14, 2014/15 (Кальвизано)
- Обладатель Кубка Италии[итал.]: 2014/15

### Государственные награды
- Кавалер ордена «За заслуги перед Итальянской Республикой» (указ президента Италии Серджо Маттарелла от 3 июня 2020 года)
- Дважды кавалер бронзовой медали спортивной доблести (2014 и 2015 годы)